# Ditaxis sellowiana
Ditaxis sellowiana är en törelväxtart som beskrevs av Ferdinand Albin Pax och Käthe Hoffmann. Ditaxis sellowiana ingår i släktet Ditaxis och familjen törelväxter. Inga underarter finns listade i Catalogue of Life.